# Ozie Boo !
 (octobre 2021).
Ozie Boo ! est une série télévisée d'animation 3D française réservée à un public enfant de 2 à 6 ans. La première saison en 52 épisodes de 2 minutes a été diffusée à partir du 2 septembre 2006 sur TiJi, France 5 et Playhouse Disney  et la deuxième saison de 52 épisodes de 7 minutes sur Canal J. Elle a été rediffusée depuis le 24 décembre 2011 sur France 5 dans Zouzous.

## Synopsis
Les aventures de cinq adorables bébés pingouins (quatre mâles et une femelle) qui apprennent à cohabiter de façon joyeuse et amicale et qui vont vivre, au beau milieu de l'Atlantique, mille et une histoires drôles et pleines de surprises.

## Personnages

### Personnages principaux
Les Ozie Boo sont cinq bébés pingouins, chacun ayant une couleur de bec et de patte qui lui est propre :
- Ed est le pingouin vert, il se prend pour le chef et donne facilement des ordres. Son comportement peut parfois lui jouer des tours.
- Fred le pingouin orange est un véritable sportif écolo. Il est parfois égoïste et un peu mauvais perdant.
- Ned est le pingouin bleu, c'est un poète, toujours dans les nuages. Il rêve de voler et il est amoureux de Nelly !
- Nelly est le pingouin rose, elle peut être chipie et boudeuse mais est toujours prête à faire plaisir aux autres. Malgré ses défauts, elle est très attentionnée.
- Ted est le pingouin rouge, c'est le gaffeur de la bande. Eternel enrhumé, ses éternuements peuvent être terribles ! Il aime aussi beaucoup manger.

### Personnages secondaires
- Rajah le bébé tigre de Sibérie
- Mikky et Nikky les bébés ours polaires
- Mel l’étoile de mer
- Sky l'albatros
- Monsieur Pélican
- Jelly la méduse
- Wally et Polly les bébés bélugas
- Boum Boum le morse gaffeur
- Boo le hibou des neiges
- 1, 2 et 3 les sœurs hippocampes
- Léo le léopard des neiges
- L'orque
- Niourk le bébé mammouth

## Épisodes

### Saison 1
1. L'orchestre
2. Les Amoureux
3. Quand nous serons grands
4. Mon beau sapin
5. L’Étoile du shérif
6. C'est cassé !
7. Tous pour un !
8. Le Petit Vélo
9. La Grande Traversée
10. Vilain rhume
11. C'est l'heure !
12. Le Hockey sur glace
13. Le Rangement
14. Le Gâteau
15. La Première Fois
16. La Toilette
17. Sous le soleil
18. Atchoum !
19. Les Cubes de couleurs
20. Numéro de claquettes
21. Colin-maillard
22. La Pêche
23. Une belle surprise
24. Le Gourmand
25. Un peu de sport
26. Le Cauchemar
27. Nelly perd ses lunettes
28. Un jeu bruyant
29. Les Voyageurs
30. Tir à la corde !
31. Cache-cache
32. Les Petits Câlins
33. Brrr, quel froid !
34. L'Amoureux
35. Un réveil difficile
36. Du courrier
37. Tous à l'eau !
38. La Pyramide
39. Ooh, le ballon !
40. La Chorale
41. La Balançoire
42. L'Arc-en-ciel
43. Les Cubes
44. Le ballon rouge
45. Vive le sport !
46. Souvenirs de voyage
47. Le Portrait
48. Tout seul
49. Bouderie
50. Le Concours de glace
51. Le Gâteau de Ted
52. Le Plus Beau monstre

### Saison 2
1. L'anniversaire de Rajah
2. Les Photos
3. Même pas peur !
4. Un pour tous
5. La Pagaille
6. Ed Robinson
7. Les Bulles
8. Fred, l'égoïste
9. L'Anniversaire de Ed
10. Nelly est contagieuse
11. Hou, les menteurs !
12. La Perle rare
13. La Fête de tous les copains
14. Le Doudou de Ned
15. Le Fantôme de l'épave
16. Le Fantôme de la banquise
17. Les Pirates
18. La Partie de volley-ball
19. Ted mange trop
20. Des voisins envahissants
21. Un traître chez les Ozie Boo
22. Le Journal intime
23. Noël
24. Ed le héros
25. Nelly est capricieuse
26. L’Été
27. La Partie de pêche
28. Le Patinage artistique
29. Le Rhume du Pélican
30. La Crevasse
31. Ned est en colère
32. Ted n'est pas propre
33. Le Fils de Ted
34. Tapage nocturne
35. Dring Dring !
36. La Maison du bonheur
37. Ned le magicien
38. Vive les vacances !
39. Le Chef de la banquise
40. Ned et l'arc-en-ciel
41. Ned est amoureux
42. Le Jour de vérité
43. L'Arbre à "Je voudrais"
44. La plus belle fête
45. Ted n'aime pas le hockey
46. Chambres à partager
47. La Pluie et le beau temps
48. Le Jokari
49. Le Cirque des Ozie Boo
50. Pas de cadeau pour Ned
51. Le Jour des records
52. Ozie Boo docteur

### Saison 3
1. La cassette maudite
2. Sur la piste du Père Noël
3. Attention à la pollution
4. Ned a perdu la mémoire
5. Le Scaphandre de Boo
6. Hic, hic, hic, hoquet !
7. La Course au trésor
8. La Sieste de Ted
9. Oh ! Le tricheur
10. Le Gentil Léopard
11. Silence, on tourne !
12. Le Temps qui passe
13. Attention les enfants !
14. Comme Boo
15. La Mode des Ozie Boo
16. Rajah est méchant
17. Le Chef des bonhommes de neige
18. La Dent de Rajah
19. Même pas cap !
20. Une vie meilleure
21. La Collection de Fred
22. Ozie Boo News
23. Nelly a peur de l'eau
24. Le Jardin des Ozie Boo
25. L'Aurore boréale
26. Chacun chez soi

### Ozie Boo! Protège ta planète
1. Attention, la planète se réchauffe !
2. Pourquoi certaines espèces sont en voie de disparition ?
3. Arrêtons de gaspiller l'eau !
4. Pourquoi les voitures polluent ?
5. Pourquoi le Tigre risque de disparaître ?
6. Le Recyclage, c'est important !
7. C'est quoi le pétrole ?
8. Pourquoi le désert avance ?
9. C'est quoi la couche d'Ozone ?
10. Espèce en danger : le panda géant
11. C'est quoi une marée noire ?
12. Pourquoi les dauphins sont en danger ?
13. Comment sauver la forêt amazonienne ?
14. C'est quoi l'énergie solaire ?
15. C'est quoi une éolienne ?
16. La Fonte des glaces
17. Les sacs plastiques sont mauvais pour la planète !
18. Espèce en voie de disparition : le gorille
19. Protéger la plage en vacances !
20. Il faut protéger les tortues !
21. Les 3 R : Recycler, réparer, réutiliser !
22. Il faut protéger la barrière de corail
23. La pollution est aussi à la maison
24. Il faut protéger les campagnes !
25. Les incendies de forêts !
26. L'air en ville est-il bon pour nous ?
27. Pourquoi les baleines sont-elles en danger ?
28. Il faut protéger les ours polaires !
29. C'est quoi une pluie acide ?
30. Une essence bonne pour la nature... ça existe !
31. Choisir ses fruits et légumes selon les saisons.
32. Le bison d'Amérique : un animal sauvé de justesse !
33. Protégeons les dragons de Komodo !
34. Le Braconnage
35. Comment rendre l'eau potable ?
36. Construire une maison écologique : pourquoi c’est bien ?
37. Il faut protéger le koala !
38. Il faut protéger : la mer !
39. Espèce en danger: les Orques
40. C'est quoi l'effet de serre ?
41. Yellow Stone, la plus ancienne réserve au monde.
42. Eau du robinet ou en bouteille ? Le choix pour la planète
43. C’est quoi l’énergie nucléaire ?
44. Y'aura-t-il toujours des poissons ?
45. Protégeons les Lémuriens !
46. Les bons gestes quand on fait les courses
47. Les bons gestes pour économiser de l’énergie chez soi.
48. Pourquoi la terre tremble ?
49. Espèce en danger : l'hippopotame
50. Espèce en danger : le requin
51. Il faut protéger les abeilles !
52. La nature aussi fait des dégâts
53. Protégeons le Ara rouge
54. Protégeons les loups !
55. C'est quoi une réserve animalière ?
56. C'est quoi le compostage ?
57. Quand la mer déborde...
58. Quand les bateaux perturbent les océans !
59. Il faut protéger la loutre géante !
60. La biodiversité ? Qu'est-ce que c'est ?
61. Devient un bon éco-citoyen.
62. C'est quoi une énergie propre ?
63. Il faut protéger le Cheval de Przewalski
64. Il faut sauver la mer morte !
65. C'est quoi, l'énergie hydraulique ?
66. Protégeons l'éléphant d'Asie !
67. L'Ours est en danger !
68. Protégeons le Rhinocéros noir !
69. Il faut protéger les fauves du Kenya
70. Bien manger pour avoir un corps sain.
71. Écosystème des haies
72. Le bruit est une pollution !
73. La journée de la Terre
74. Peut-on respirer sans les arbres ?
75. Protégeons les colibris !
76. Protégeons l'aigle Royal !
77. La protection des animaux : il ne faut oublier personne !
78. Les manchots empereurs risquent de disparaître !

## Distribution

### voix originales
- Jodi Forrest : Nelly
- David Gasman : Fred, Ted, Ned, Ed

### voix françaises
- Marie-Charlotte Leclaire : Nelly et Rajah
- Paolo Domingo : Ted, Ed
- Jean-Claude Donda : M. Pélican, Léo le léopard
- Emmanuel Garijo : Mikky et Nikky les oursons, Boo
- Fily Keita : Polly le béluga femelle et Jelly la méduse
- Donald Reignoux : Wally le béluga mâle, Boum Boum le morse
- Hervé Rey : Ned et Fred
- François Berland : narrateur
- Paolo Domingo, Marie-Charlotte Leclaire,  Hervé Rey, Anne-Lise Langlais, Ludovic Loy et Olivier Jankovic : chœurs

Direction artistiqueHervé Rey et Gilles Coiffard

## Épisodes
- Saison I : 52 épisodes de 2 minutes
- Saison II : 52 épisodes de 7 minutes, chacun comprenant une chanson originale
- Saison III : 26 épisodes de 7 minutes sortis en janvier 2008, chacun contenant une chanson originale

## Commentaires
Après le succès des premières saisons, les pingouins sont devenus les vedettes d’une pastille documentaire en 2010, intitulée Ozie Boo ! Protège ta planète.
L'album des Ozie Boo est sorti en septembre 2008 et son titre phare: "Ozieboo-Ozieboo" (le premier de l'album) est composé par le chanteur Thierry Gali.